# Warka (dynastia chasydzka)

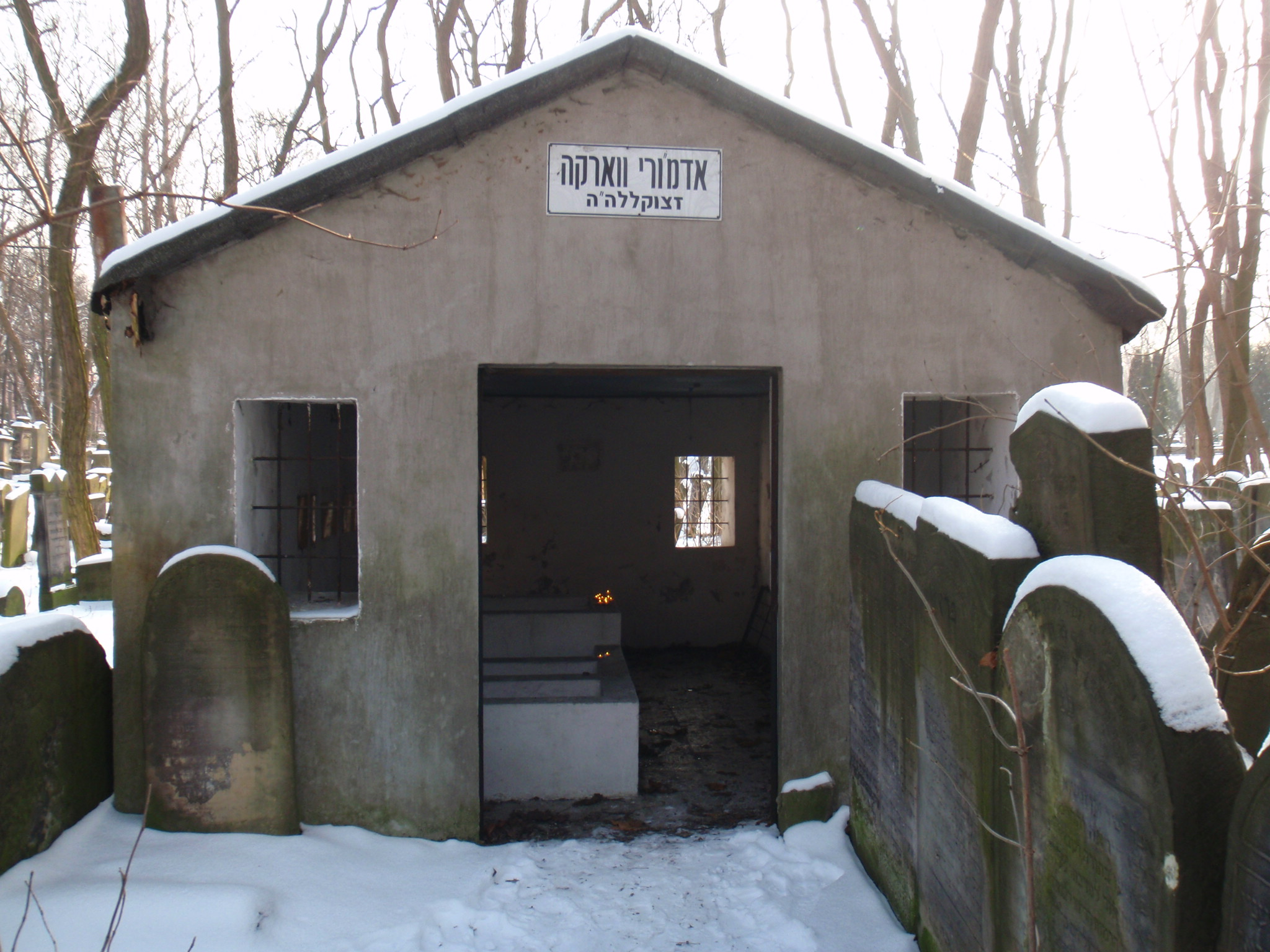
Ohel cadyków wareckich. (2011)

Warka (jid. וואַרקאַ) – dynastia chasydzka, która została założona przez Israela Icchaka Kalisza, który pod wpływem cadyka Dawida Bidermana z Lelowa stał się zwolennikiem chasydyzmu.
W 1829 roku osiadł w Przysusze, gdzie przewodził i zyskiwał nowych zwolenników. Następnie przeniósł siedzibę do Warki, gdzie znacznie poszerzył grono zwolenników. Podczas I wojny światowej siedziba cadyków została przeniesiona do Warszawy, gdzie działała do czasów II wojny światowej. 

## Cadycy
1. Israel Icchak Kalisz (1799–1848)
2. Mordechaj Menachem Mendel Kalisz (1819–1868)
3. Symcha Bunem Kalisz (1851–1907)
4. Menachem Mendel Kalisz (1860–1918)